# Basilemys
Basilemys è un genere estinto di tartaruga terrestre vissuta nel Cretaceo superiore, circa 130-65,045 milioni di anni fa (Hauteriviano-Maastrichtiano), in quelli che oggi sono l'Alberta, Saskatchewan, Giappone, Mongolia, California, Colorado, Montana, Nuovo Messico, Dakota del Nord, Texas, Utah, Wyoming e Uzbekistan. Il genere include sei specie: B. imbricata, B. nobilis, B. praeclara, B. sinuosa, B. variolosa e B. gaffneyi.
La Basilemys era una tartaruga di piccole dimensioni il cui carapace poteva raggiungere i 720 millimetri di lunghezza per 551 millimetri di larghezza. Ciò che distingueva la Basilemys, (almeno le forme americane) era la forma del carapace largo, piatto e dalla forma leggermente quadrata. Principalmente conosciuta per frammenti di guscio e di cranio, è una delle tartarughe più diffuse del Cretaceo superiore. La sua nicchia ecologica era molto simile a quelle delle moderne tartarughe terrestri, pascolando placidamente nelle pianure o nei sottoboschi, in cerca di cibo. Le specie scoperte in Asia, invece, vivevano in un ambiente più arido ed erano abituate a vivere nei deserti.